# Kissane
Kissane  (in arabo كيسان‎?) è un centro abitato e comune rurale del Marocco situato nella provincia di Taounate, regione di Fès-Meknès. Conta una popolazione di 13 390 abitanti (censimento 2014).